# Chiasmocleis sapiranga
Chiasmocleis sapiranga é uma espécie de anuro da família Microhylidae. Endêmica do Brasil, onde pode ser encontrada na Reserva de Sapiranga no estado da Bahia.